# Alexandre de Labadie d'Aumay
Pour les articles homonymes, voir Labadie.
Alexandre-Étienne-Raoul-Claude de Labadie d’Aumay, seigneur d'Aumay et de la Chausselière, est un militaire français, né au domaine de La Chausselière, paroisse de Vérines, en 1687 et mort à La Rochelle le 30 juillet 1773.

## Biographie
Alexandre de Labadie d'Aumay est le fils aîné et légitime de François de Labadie (mort en 1745), écuyer, seigneur d'Aumay en Angoumois, paroisse de Lignières, et de Hélène Luillier, sœur de Claude Lhuillier (mort le 12 avril 1753), écuyer, seigneur de la Chaussellière, directeur de la Compagnie des Indes, demeurant « cloistre St Honoré » à Paris. 
Son cadet, Louis-Augustin de Labadie (24 avril 1696 – 15 mai 1765), seigneur d'Aumay, lieutenant-colonel du régiment Royal dragons à Düsseldorf, fut maréchal de camp des armées du roi, et chevalier de Saint Louis depuis 1715. Il demeurait au Mée, paroisse de Limevel près de Cognac, mais possédait également un logement à Paris, rue du Bouloi. Louis-Augustin était également « intéressé dans les affaires du roi » car il fait une transaction par contrat du 2 juin 1761. 
Leur sœur, Marie-Anne de Labadie, veuve depuis le 3 septembre 1744 de Charles-Raphaël de Jousserand, chevalier, marquis de Genissac, demeurait en ses terres de Genissac, près de Bordeaux, et y donna une descendance,.
Alexandre-Étienne-Raoul-Claude de Labadie fit une carrière dans les armes en devenant colonel d’infanterie et en obtenant le titre de chevalier de l'ordre royal et militaire de Saint-Louis ; distinction que le généalogiste Jean-François Louis d'Hozier omet de répertorier dans ses listes. Capitaine général de la capitainerie de la Garde le Cote de Marans en Aunis, Labadie demeurait ordinairement à La Rochelle, paroisse de Saint-Jean-du-Perrot, rue de la Bourserie.
Le chevalier de Labadie épouse, le 9 juillet 1729 à La Rochelle, par devant Maître Gumot, Marguerite-Jeanne de Butler, fille du maire de la cité, Jean Butler (1677-1746) et de Jeanne Bruslé (1687-1710). Le couple eut au moins sept enfants dont :
- Jean-François-Étienne-Philippe-Denis-Raoult de Labadie, qui mourut prématurément à La Rochelle à l'âge de 23 ans. Il était Cornette au régiment de la Reine.
- François-Patrice-Vincent-Alexandre-Raoult de Labadie, seigneur de la Chausselière, d'Aumay et autres lieux, chevalier de l'ordre royal et militaire de Saint-Louis, qui décède en 1780 à La Rochelle. Il semble avoir fait une carrière militaire dans la Royale : enseigne en 1761, Lieutenant de 1765 à 1773, Capitaine. Il contractera deux unions dont la première avec Marie Bibianne Claëssen, fille de Nicolas Claëssen, syndic puis directeur de la chambre de commerce de La Rochelle de 1728 à 1730 et d'une martiniquaise, Catherine Dubois[N 8]. Il se remaria à Émilie Henriette Demontis, fille aînée de Louis-Charles Demontis, écuyer, seigneur du Rozé, capitaine au régiment de Polignac, et Suzanne-Henriette Pintault[N 9].
- Louis Jean-Baptiste de Labadie, né à La Rochelle le 29 décembre 1739, chevalier, lieutenant dans le corps Royal d'artillerie, tuteur des enfants du précédent. Il vivait à Grenoble.
- Marie-Anne de Labadie, épouse d'Antoine de Galwey, chevalier.

Le 12 juillet 1753, lorsque meurt son oncle Claude Lhuillier, directeur de la Compagnie des Indes, demeurant au « cloistre St Honoré » à Paris, le jeune chevalier de Saint-Louis devient héritier de sa fortune pour un tiers ; les deux autres revenant à son frère cadet et à sa sœur, Marie-Anne « l'aînée ». Au sein de cet héritage on retrouve alors le portrait qu’avait fait Hyacinthe Rigaud en 1693 de son autre oncle maternel, Alexandre Lhuillier (mort en 1703), sieur des Cartes en Touraine, conseiller du Roi, ancien contrôleur général des tailles de la généralité de Tours, fermier général fameux qui contribua à la création de l'actuelle place Vendôme. Les Lhuillier étaient donc bien connus d'Hyacinthe Rigaud, preuve une fois de plus qu'un bon artiste savait se faire apprécier des différentes générations d'une même famille.

## Iconographie
Toujours conservé dans la famille du modèle, le portrait d'Alexandre-Étienne-Raoul Claude de Labadie avait, avec les âges, perdu le prestigieux nom de son auteur. La toile est répertoriée dans les livres de comptes d’Hyacinthe Rigaud, en 1706, du paiement d’une effigie de « Mr de La Badie Lullier. H. r. » pour 150 livres. Joseph Roman, qui n'avait pas connaissance de la toile, identifiait le modèle comme étant le père d'Alexandre-Étienne, François, cependant trop âgé pour le reconnaître ici. 
« Habillement répété » donc… car la précision renvoie à l’attitude du portrait figurant Christian III de Bavière, comte palatin de Birkenfeld et de Birkenfeld-Bischweiler, peint en cette même année pour le même prix. Représenté en armure, de trois quarts vers la gauche où apparaît un casque, le modèle arbore son nœud rouge de l’ordre royal et militaire de Saint-Louis.